# 烏拉地區
乌拉尔（俄语： Урал）是指位于乌拉尔山脉周围、东欧平原至西西伯利亚平原之间的区域。當地是欧亚大草原的一部分，其北至北冰洋，南至位於奧爾斯克附近的乌拉尔河的源頭。 烏拉地區主要位于俄罗斯境内，一小部分位於哈萨克斯坦西北部。